# Liste des cathédrales d'Islande
Cet article recense les cathédrales d'Islande.

## Liste

### Église catholique
L'Église catholique ne compte qu'une seule cathédrale en Islande, le pays étant couvert par un unique diocèse.
| Cathédrale                                                 | Ville     | Diocèse   | Coordonnées                  | Illus. |
| ---------------------------------------------------------- | --------- | --------- | ---------------------------- | ------ |
| Cathédrale-basilique du Christ-Roi Basilíka Krists konungs | Reykjavik | Reykjavik | 64° 08′ 51″ N, 21° 56′ 55″ O |        |

## Luthéranisme
L'Église d'Islande, Église nationale de confession luthérienne, compte trois cathédrales. Le pays est couvert par un unique diocèse, le diocèse de Reykjavik, mais compte également deux évêques suffragants, à Hólar et Skálholt.
| Cathédrale                                                 | Ville     | Coordonnées                  | Illus. |
| ---------------------------------------------------------- | --------- | ---------------------------- | ------ |
| Cathédrale de Hólar (en) Hóladómkirkja                     | Hólar     | 65° 44′ 00″ N, 19° 06′ 50″ O |        |
| Cathédrale luthérienne de Reykjavik Dómkirkjan í Reykjavík | Reykjavik | 64° 08′ 48″ N, 21° 56′ 22″ O |        |
| Cathédrale de Skálholt (en) Skálholtsdómkirkja             | Skálholt  | 64° 07′ 31″ N, 20° 31′ 27″ O |        |